# Ivan Tkalčić
Ivan Krstitelj Tkalčić, hrvaški zgodovinar, * 4. maj 1840, Zagreb, Hrvaška, † 11. maj 1905, Zagreb.
Tkalčić je po končanem študiju bogoslužja najprej služboval do leta 1867 kot kaplan v Sisku, potem pa je bil župnik v Zagrebu. Od leta 1882 do 1896 je bil arhivar in knjižničar Jugoslovenske akademije v Zagrebu. 
Tkalčić je zelo zaslužen za izdajanje zgodovinskih zbirk. Med drugim je sodeloval pri izdajanju zgodovine mesta Zagreb, in zgodovine zagrebške škofije. Zgodovina škofije Zagreb je izhajala v letih 1889 do 1905 in je izšla v 11 zvezkih.